# Vikarörarna
Vikarörarna är en ö i Finland. Den ligger i Finska viken och i kommunen Pyttis i den ekonomiska regionen  Kotka-Fredrikshamn i landskapet Kymmenedalen, i den södra delen av landet. Ön ligger omkring 20 kilometer sydväst om Kotka och omkring 93 kilometer öster om Helsingfors.
Öns area är 0,5 hektar och dess största längd är 160 meter i nord-sydlig riktning.